# LGV Est
Ligne à Grande Vitesse Est européenne (Східно-Європейська Високошвидкісна Лінія), зазвичай скорочена LGV Est, — французька високошвидкісна залізнична лінія, яка сполучає Вер-сюр-Марн (біля Парижа) і Венденайм (біля Страсбурга). Лінія скоротила вдвічі час подорожі між Парижем і Страсбургом і забезпечує швидке сполучення між Парижем і основними містами східної Франції, а також Люксембургом, Німеччиною і Швейцарією. LGV Est — частина проекту «Магістраль для Європи», який сполучає Париж з Будапештом високошвидкісним залізничним транспортом.
Лінія була побудована в два етапи. Будівництво першої черги завдовжки 300 км від Вер-сюр-Марн до Бодрекур (поблизу Мец і Нансі) розпочали в 2004 році; Перша черга була введена в експлуатацію у червні 2007 року. Будівництво другої черги завдовжки 106 км  від Бодрекур до Венденайм розпочали у червні 2010 року; Друга черга була відкрита для 3 липня 2016 року. Відкриття другої черги було відкладено після того, як під час введення в експлуатацію потяг зійшов з рейок біля Екверсайму, що призвело до 11 смертей.
Спеціально модифікований поїзд провів серію високошвидкісних тестів на першій черзі LGV Est до його відкриття. У квітні 2007 року він досяг максимальної швидкості 574,8 км/год (159,6 м/с), ставши найшвидшим звичайним поїздом і швидким поїздом на національній залізничній системі (на відміну від спеціального тестового треку)

## Маршрут
Лінія проходить через французькі регіони Іль-де-Франс та Гранд-Ест. Перша черга завдовжки 300 км що сполучає Вер-сюр-Марн біля Парижа з Бодрекур у Мозелі, ввели в експлуатацію 10 червня 2007 року. Побудована для потягів що рухаються зі швидкістю до 350 км/год комерційна служба спочатку працювала на максимальній швидкості 320 км/год, і була найшвидшою службою у світі з середньою швидкістю 279,3 км/год між Лотарингією і Шампанью до відкриття швидкісної залізниці Ухань-Гуанчжоу в 2009 році. Використовує німецькі потяги ICE. У складі другої черги побудовано Савернський тунель завдовжки 4200 метрів.